# Carlos Rômulo Gonçalves e Silva
Carlos Rômulo Gonçalves e Silva (Piratini, 24 gennaio 1969) è un vescovo cattolico brasiliano, dal 18 ottobre 2017 vescovo di Montenegro.

## Biografia
Monsignor Carlos Rômulo Gonçalves e Silva è nato nel 1969 a Piratini, nell'arcidiocesi di Pelotas, in Brasile. È entrato nel seminario diocesano di Pelotas, dove ha compiuto gli studi secondari. Ha studiato filosofia all'Università Cattolica di Pelotas e teologia nel seminario di São Francisco de Paula. Ha poi conseguito la licenza in spiritualità a Roma e frequentato corsi universitari in Brasile. Il 9 dicembre 1994 è stato ordinato sacerdote. È stato rettore del seminario diocesano e poi vicario generale di Pelotas. Il 22 marzo 2017 è stato nominato vescovo coadiutore di Montenegro da papa Francesco e ha ricevuto la consacrazione episcopale il 9 giugno dall'arcivescovo Jacinto Bergmann. Il 18 ottobre è succeduto alla medesima sede.

## Genealogia episcopale
La genealogia episcopale è:
- Cardinale Scipione Rebiba
- Cardinale Giulio Antonio Santori
- Cardinale Girolamo Bernerio, O.P.
- Arcivescovo Galeazzo Sanvitale
- Cardinale Ludovico Ludovisi
- Cardinale Luigi Caetani
- Cardinale Ulderico Carpegna
- Cardinale Paluzzo Paluzzi Altieri degli Albertoni
- Papa Benedetto XIII
- Papa Benedetto XIV
- Cardinale Enrico Enriquez
- Arcivescovo Manuel Quintano Bonifaz
- Cardinale Buenaventura Córdoba Espinosa de la Cerda
- Cardinale Giuseppe Maria Doria Pamphilj
- Papa Pio VIII
- Papa Pio IX
- Cardinale Gustav Adolf von Hohenlohe-Schillingsfürst
- Cardinale Angelo Di Pietro
- Arcivescovo Cláudio José Gonçalves Ponce de Leão
- Arcivescovo João Batista Becker
- Vescovo Antônio Zattera
- Vescovo Jayme Henrique Chemello
- Arcivescovo Jacinto Bergmann
- Vescovo Carlos Rômulo Gonçalves e Silva